# Voglio amarti
Voglio amarti è un singolo della cantante italiana Iva Zanicchi, pubblicato il 3 febbraio 2022.
Il brano è stato eseguito in gara al Festival di Sanremo 2022 durante la seconda serata della kermesse musicale. È una ballata con inserti blues.

## Video musicale
Il videoclip è stato diretto da Mattia Pantè e vede la partecipazione dei ballerini Lucrezia Zambon e Simon Carbone.

## Tracce
Testi di Emilio Di Stefano, musiche di Italo Ianne, Vito Mercurio, Celso Valli.
1. Voglio amarti – 3:48

## Classifiche
| Classifica (2022) | Posizione massima |
| ----------------- | ----------------- |
| Italia            | 52                |